# Twilight of the Superheroes
Twilight of the Superheroes (in inglese Crepuscolo dei supereroi) è il titolo di un fumetto ideato dallo scrittore Alan Moore e proposto alla DC Comics nel 1987 poco prima di abbandonare la casa editrice; non venne mai pubblicato ed è ritenuta un'opera perduta.

## Trama
Il titolo è una citazione all'opera di Richard Wagner "Götterdämmerung" (Il crepuscolo degli dei). La storia sarebbe stata ambientata due decenni nel futuro dell'Universo DC e avrebbe dovuto mettere in scena la battaglia finale e definitiva tra gli eroi della Terra, incluse le generazioni più vecchie e più recenti di supereroi, i supercriminali e alcuni extraterrestri che avevano abitato sulla Terra nella continuity dell'universo DC.

## Storia editoriale
Venne concepito come una serie a sé stante che avrebbe potuto essere unita a serie regolari con il consenso di altri scrittori, proprio come avvenne per l'allora recente serie di 12 numeri Crisi sulle Terre infinite. Dopo l'abbandono di Moore, il progetto del fumetto iniziò a diffondersi su vari siti internet e, per un certo periodo ci furono dubbi sull'autenticità del documento, ma venne poi dimostrato dalla DC e da Moore stesso che era autentico; un sito internet fu minacciato di azioni legali da parte della DC, che dichiarava di detenere il copyright sulla proposta, un'azione la cui legittimità viene messa in discussione.
La proposta è stata soppressa a causa delle sue presunte somiglianze con la miniserie del 1996 Kingdom Come; i creatori Mark Waid e Alex Ross hanno dichiarato però che hanno letto la proposta ma tutte le somiglianze sono minori e non volute.